# Reinhard II. von Dampierre
Reinhard II. (französisch Renard, auch Raimund, * um 1175; † April 1234) war ein französischer Kreuzfahrer und Herr („Graf“) von Dampierre-le-Château in der Champagne.

## Leben

### Herr von Dampierre, Kastellan von Vitry
Er war der Sohn des Reinhard I. von Dampierre († 1190) und dessen Frau Euphemia. Sein Vater war ein einflussreicher Baron und Vasall des Grafen von Champagne. Bei dessen Tod erbte Reinhard dessen Titel und Ländereien.
Er heiratete Helvis, die Witwe des Heinrich von Rethel († 1190), Kastellan von Vitry. Im Namen von Helvis’ Sohn aus erster Ehe, Hugo († 1203), fungierte er während dessen Minderjährigkeit auch als Kastellan von Vitry. Mit Helvis hatte er mindestens zwei Söhne, Reinhard III. (* um 1192; † um 1230) und Anselm († 1237), sowie eine Tochter.

### Kreuzzug
Als um 1201 seine Frau starb, schloss er sich zusammen mit seinem Lehnsherrn Theobald III. von Champagne dem Vierten Kreuzzug an. Im Herbst 1202 befand er sich mit seinem Kontingent in Venedig, wo sich das Kreuzzugsheer sammelte. Die Venezianer, die den Seetransport des Kreuzfahrerheeres bewerkstelligen sollten, verlangten von den Kreuzfahrern, dass diese als „Bezahlung“ die christliche Stadt Zara in Dalmatien für die Republik Venedig einnehmen sollten (siehe Belagerung von Zara). Aus Unmut über die Verzögerung brachen sie mit einigen weiteren französische Ritter mit ihrem Gefolge auf eigene Faust von Venedig nach Outremer auf, in der Erwartung, dass ihnen das Hauptheer wohl im nächsten Frühjahr dorthin folgen würde. Sie gelangten auf dem Landweg nach Süditalien, wo sie sich von Brindisi und Otranto einschifften. Mit ihm reisten 84 Ritter, darunter Simon IV. von Montfort und Stephan von Le Perche, sowie deren Gefolge.
Sie landeten 1202 in Akkon, wo sie auf einige flämische Kreuzfahrer trafen, die kurz zuvor mit einer eigenen Flotte eingetroffen waren, mit denen sie sich zu einer kleinen Streitmacht vereinten. Der König von Jerusalem, Amalrich II., riet ihnen dringend davon ab, einen Angriff auf die Muslime zu unternehmen, sie sollten die Ankunft weiterer Kreuzfahrer, idealerweise des Hauptheeres abwarten. Rainald von Dampierre war über diesen Rat empört und beschimpfte den König offen als Feigling. Während Simon IV. von Montfort in Akkon blieb, bewog Reinhard die Mehrheit der Ritter dazu, nach Tripolis zu ziehen, von wo sie im Dienste Bohemunds von Tripolis und Antiochia den Kampf gegen die Muslime aufnahmen. Die Kreuzfahrer drangen in nördlicher Richtung entlang der Küste vor, an Latakia vorbei, dessen Emir sie in einen Hinterhalt lockte. In der folgenden Schlacht unterlagen die Kreuzfahrer, viele wurden im Kampf getötet, der Rest gefangen genommen.
Unter den Toten war der Seigneur Villaine de Neuilly. Reinhard geriet in Gefangenschaft, ebenso wie Guillaume de Neuilly, Bernard de Montmirail und Jean de Villiers. Reinhard wurde nach Aleppo gebracht und dort fast dreißig Jahre eingekerkert. Erst 1231 wurde er freigelassen, nachdem die Hospitaliter ein Lösegeld für ihn bezahlt hatten.

### Rückkehr
Als er nach langer Abwesenheit endlich nach Frankreich zurückkehrte, fand er sein Land in Unordnung vor. Sein älterer Sohn Reinhard III. war 1230 gestorben, und die Mönche des Klosters Montiers-en-Argonne hatten einen Großteil seiner Ländereien usurpiert. Reinhard ging gerichtlich gegen die Besetzer vor und erhielt schließlich eine beachtliche Entschädigung zugesprochen.
Schwer erkrankt starb er im April 1234. Ihn beerbte sein Sohn Anselm.